# 오사카부도 제29호선
오사카부도 제29호선(일본어: 大阪府道29号大阪臨海線, 오사카부도 제29호 오사카 린쿠 선)은 오사카부의 오사카시 후쿠시마구에서 이즈미사노시 린쿠오라이기타까지 이어주는 주요 지방도(부도)이다.

## 노선 정보
- 기점 : 오사카부 오사카시 후쿠시마구 요시노 (노다한신 앞 교차로 = 국도 제2호선의 교점)
- 종점 : 오사카부 이즈미사노시 린쿠오라이키타 (쿠렌도린카이키타 교차로 = 국도 제481호선, 간사이 국제공항 연락교(일본어판, 프랑스어판)의 교점)

## 연혁
- 1993년 5월 11일 : 건설성에서 기존의 부도인 오사카 린쿠 선을 주요 지방도로 지정되어 주요 지방도 오사카 린쿠 선으로 공식 선정됨.

## 노선 개황

### 별칭
- 신나니와스지(일본어판) (오사카시역)

### 중복 구간
- 오사카부도 제5호 오사카코 야노 선 (오사카시 니시나리구 미나미쓰모리·미나미쓰모리 교차로·오사카시 니시나리구 미나미쓰모리·스미노에 기타카가야 우편국 앞 교차로)
- 오사카부도 제42·179호 스미요시 야오 선 (오사카시 스미노에구 기타카가야·기타카가야 교차로 - 오사카시 스미노에구 미나미카가야·미나미카가야4 교차로)

## 지리

### 통과하는 지자체
- 오사카시 (후쿠시마구 - 기타구 - 니시구 - 나니와구 - 니시나리구 - 스미노에구)
- 사카이시 (사카이구 - 니시구)
- 다카이시시
- 이즈미오쓰시
- 센보쿠군 다다오카정
- 기시와다시
- 가이즈카시
- 이즈미사노시

### 통과하는 도로

#### 고속도로
한신 고속도로
- 한신 고속도로 3호 고베 선
- 한신 고속도로 16호 오사카항 선
- 한신 고속도로 15호 사카이 선
- 한신 고속도로 17호 니시오사카 선
- 한신 고속도로 4호 만안선

기타 일반 고속도로
- 간사이 국제공항 연락교(일본어판, 프랑스어판)

#### 일반 국도
- 국도 제2호선
- 국도 제172호선
- 국도 제43호선
- 국도 제26호선
- 국도 제481호선

#### 부도 (府道)
- 오사카부도 제173호선
- 오사카부도 제5호선
- 오사카부도 제42호선
- 오사카부도 제179호선
- 오사카부도 제195호선
- 오사카부도 제36호선
- 오사카부도 제225호선
- 오사카부도 제39호선
- 오사카부도 제64호선
- 오사카부도 제63호선
- 오사카부도 제20호선

#### 연선 시설
- 한신 전기철도 본사
- 구 가와구치 거류지(일본어판)
- 우쓰보 공원(일본어판)
- 교세라 돔 오사카
- 오사카 인권 박물관(일본어판)
- 쓰모리 신사(일본어판)
- 미나미쓰모리 벚꽃공원(일본어판)
- 미나미쓰모리 중앙공원
- 크리에이티브 센터 오사카(일본어판)
- 오사카부영 스미노에 공원(일본어판)
- 오스커 드림(일본어판)
- 사카이 센보쿠 린쿠 공업지대(일본어판)
- 구 사카이 등대(일본어판)
- 오하마 공원
- 오사카부영 하마데라 공원
- 사카이센보쿠항(일본어판) (운항 선사 : 한큐 페리)
- 한난항(일본어판)
- 기시와다 칸칸 베이사이드 몰(일본어판)
- 린쿠타운
  - 린쿠 게이트 타워 빌딩
  - 린쿠 프리미엄 아웃렛
  - 린쿠타운역·린쿠 파필리오(일본어판)